# Захарченко, Максим Григорьевич
Макси́м Григо́рьевич Заха́рченко (укр. Максим Григорович Захарченко; 15 мая 1994, Шкуратовка) — украинский военнослужащий, майор, участник российско-украинской войны. Герой Украины (2023).

## Биография
Родился 15 мая 1994 года в селе Шкуратовка Белопольского района Сумской области (с 2020 года — Сумский район). Окончил Шкуратовскую общеобразовательную школу I—II ступеней и Ганновско-Терновскую общеобразовательную школу I—III ступеней.
В 2012 году был призван в ряды Вооружённых сил Украины. С началом войны на востоке Украины в 2014 году был мобилизован и принимал участие в АТО. В 2015 году поступил в Национальную академию сухопутных войск имени гетмана Петра Сагайдачного, которую успешно окончил и продолжил военную службу.
Во время полномасштабной войны России против Украины, в звании майора занимал должность заместителя командира танкового батальона 66-й механизированной бригады. Под его руководством были уничтожены значительные силы противника, что способствовало выполнению боевых задач на ключевых направлениях фронта.

## Награды
- Звание «Герой Украины» с удостоением ордена «Золотая Звезда» (4 августа 2023) — за личное мужество и героизм, проявленные в защите государственного суверенитета и территориальной целостности Украины, верность военной присяге[1].
- Орден «За мужество» II степени (2022) — за личное мужество и самоотверженные действия, проявленные в защите государственного суверенитета и территориальной целостности Украины.
- Орден «За мужество» III степени (2022) — за личное мужество и самоотверженные действия, проявленные в защите государственного суверенитета и территориальной целостности Украины, верность военной присяге.